# Benicàssim (stacja kolejowa)
Benicàssim (kat. Estació de Benicàssim) – stacja kolejowa w miejscowości Benicàssim, we wspólnocie autonomicznej Walencja, w Hiszpanii.
Jest obsługiwana przez pociągi Larga i Media Distancia Renfe.

## Położenie stacji
Znajduje się na linii kolejowej Tarragona – Walencja w km 82,10, na wysokości 16,16 m n.p.m..

## Historia
Stacja została otwarta w dniu 16 listopada 1863 wraz z otwarciem odcinka linii Benicassim-Castellón, która połączyła Walencję z Tarragoną. Prace te były prowadzone przez Sociedad de los Ferrocarriles de Almansa a Valencia y Tarragona (AVT) wcześniej i pod innymi nazwami, udało się połączyć Walencję i Almansę. W 1889 roku, po śmierci José Campo Péreza spółkę wcielono w Compañía de los Caminos de Hierro del Norte de España. Od 1941 roku, po nacjonalizacji kolei w Hiszpanii stacja zarządzana jest przez nowo utworzone Renfe.
W dniu 16 listopada 2003 roku, otwarto nowy odcinek Las Palmas-Oropesa del Mar, co doprowadziło do zamknięcia starej stacji i otwarcia nowej.
Od 31 grudnia 2004 infrastrukturą kolejową zarządza Adif.

## Linie kolejowe
- Tarragona – Walencja